# Університет Джорджії
Університет Джорджії (англ. University of Georgia, UGA) — державний дослідницький університет у місті Атенс. Це найбільший університет системи університетів штату Джорджія, де навчаються понад 34 000 студентів щороку. Також є найстаршим навчальним закладом вищої освіти в штаті. Його заснував політичний діяч Абрагам Болдвін 1785 року. Університет Джорджії є найстаршим публічним університетом у США.
Щороку бакалаврський та магістерський рівні освіти, який надає університет, отримує високі місця в рейтингах закладів вищої освіти США, які проводять U.S. News & World Report і BusinessWeek.

## Організація
Університет управляється радою керівників закладу на чолі з президентом — головним адміністратором, якого затверджує рада опікунів штату Джорджії (англ. Georgia Board of Regents). Від 1 липня 2013 року обов'язки 22-го президента університету виконує Єре (Джері) Моргед.
Університет складається із сімнадцяти шкіл та коледжів:
| Назва коледжу / школи                              | Рік заснування |
| -------------------------------------------------- | -------------- |
| Franklin College of Arts and Sciences              | 1801           |
| School of Law                                      | 1859           |
| College of Agricultural and Environmental Sciences | 1859           |
| College of Pharmacy                                | 1903           |
| Warnell School of Forestry and Natural Resources   | 1906           |
| Mary Frances Early College of Education            | 1908           |
| Graduate School                                    | 1910           |
| Terry College of Business                          | 1912           |
| Grady College of Journalism and Mass Communication | 1915           |
| College of Family and Consumer Sciences            | 1918           |
| College of Veterinary Medicine                     | 1946           |
| School of Social Work                              | 1964           |
| College of Environment & Design                    | 2001           |
| School of Public and International Affairs         | 2001           |
| College of Public Health                           | 2005           |
| Odum School of Ecology                             | 2007           |
| College of Engineering                             | 2012           |